# Schwefel-Bad (Hohenems)

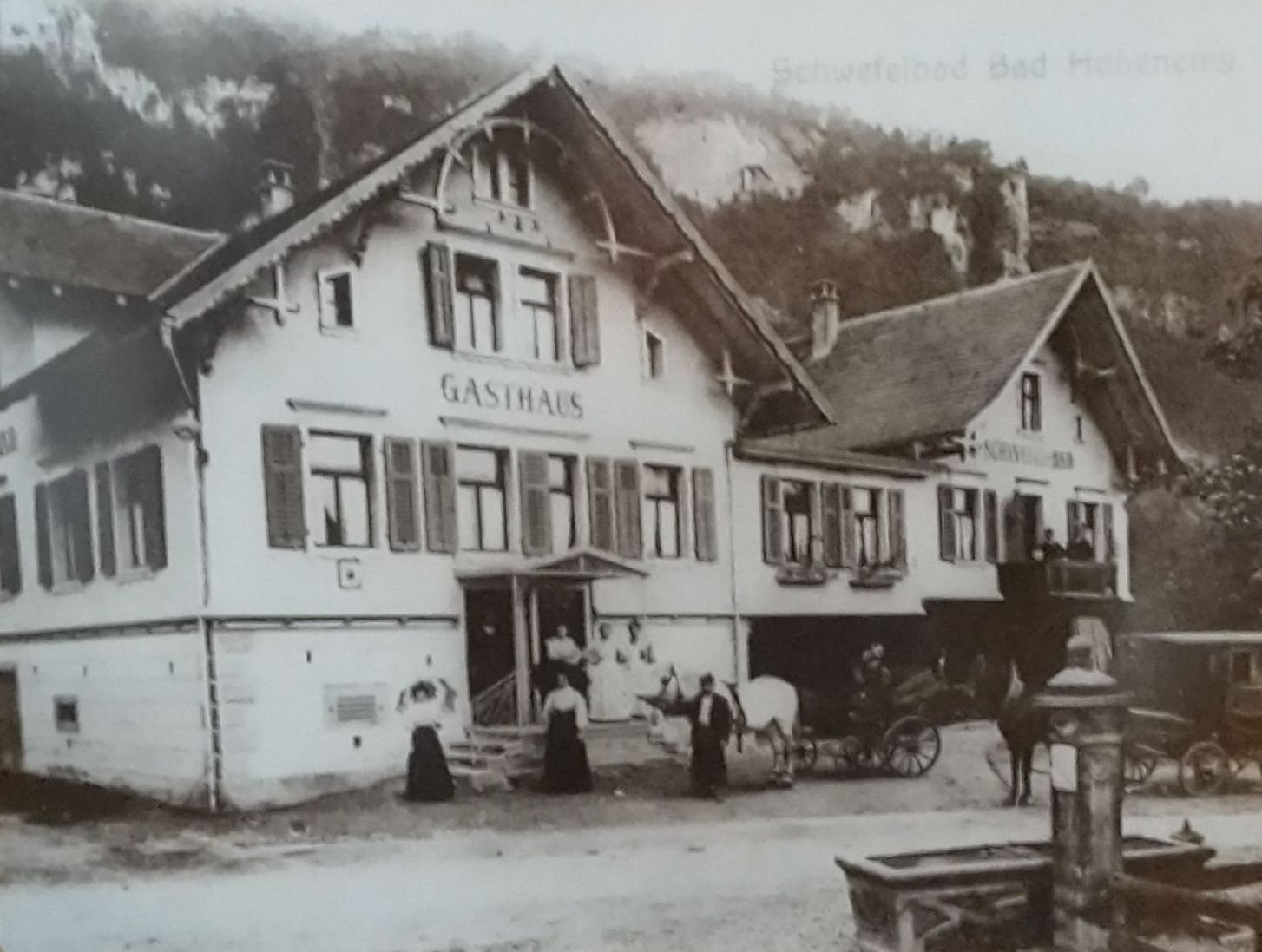
Alte Fotografie des Schwefelbades.

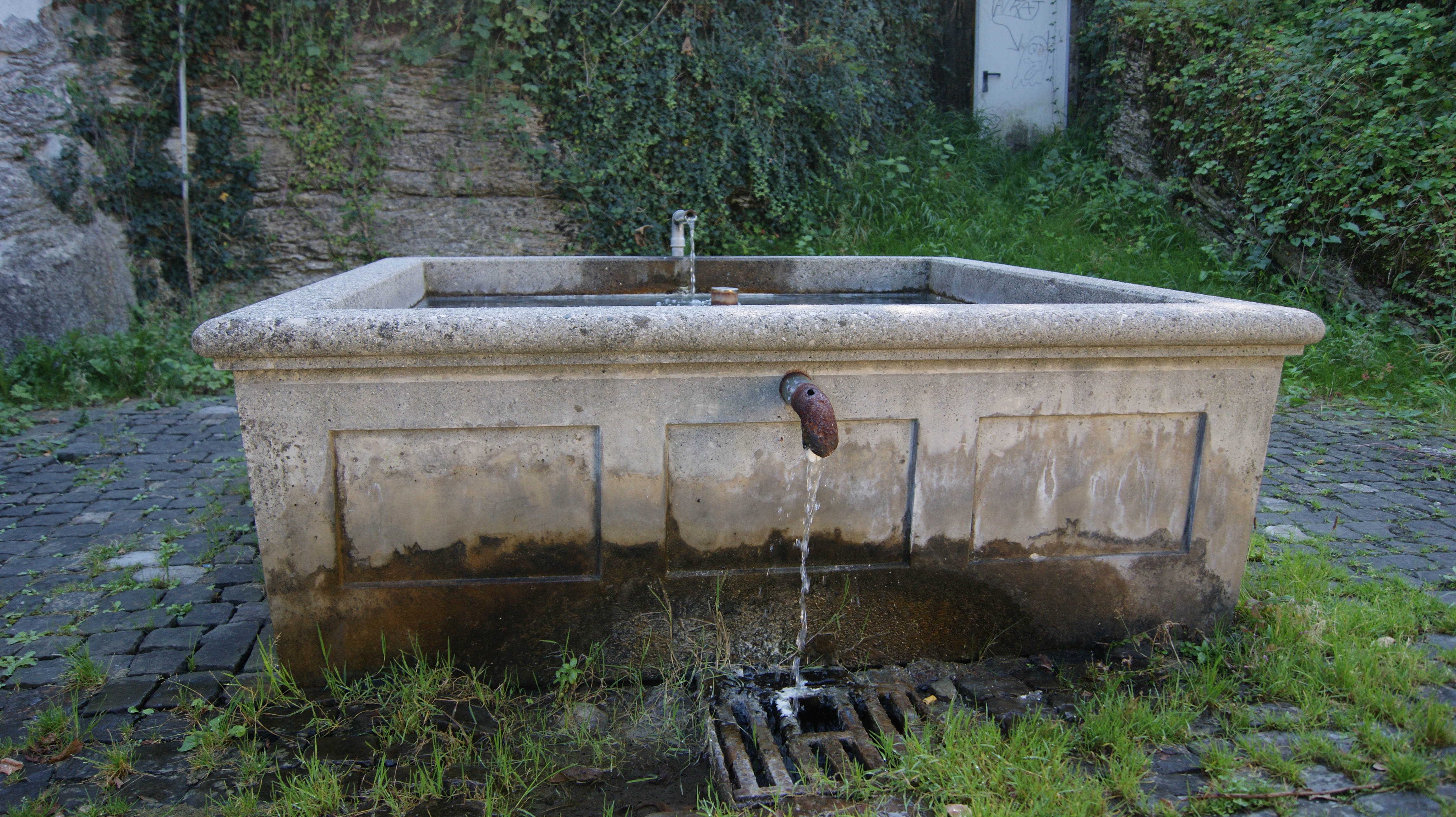
Schwefel-Brunnen (neben der Kapelle Hl. Dreifaltigkeit (Hohenems)), deutlich sichtbar die weißen Schwefel-Ablagerungen beim Auslauf.

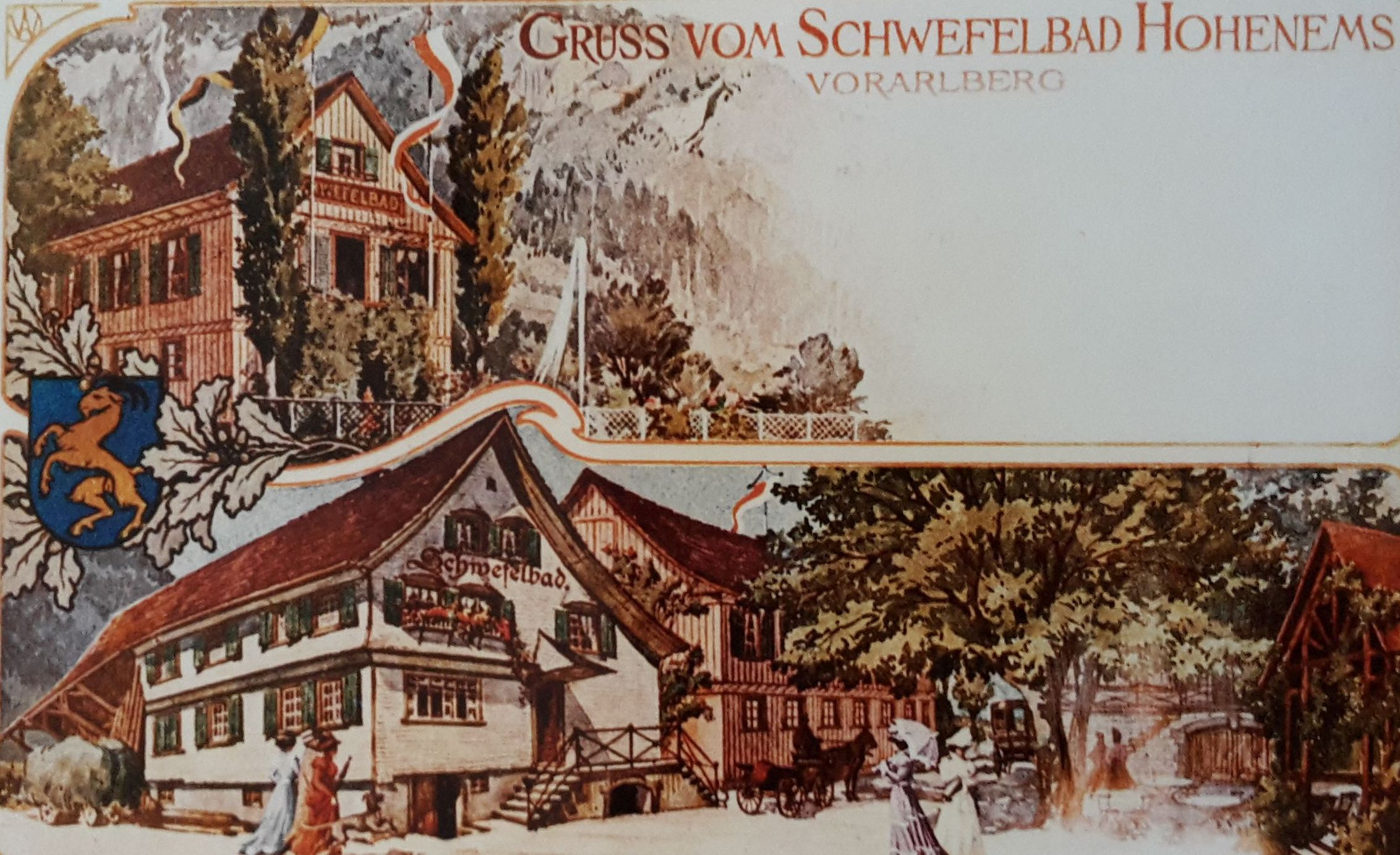
Alte Postkarte aus der Jahrhundertwende 19./20. Jahrhundert vom Schwefelbad.

Schwefel-Bad (auch: Schwefelbad oder Bad Schwefel oder auch Balneum Emsianum) war ein ehemaliges Heilbad und Gasthaus in Schwefel, einem Ortsteil der Stadt Hohenems in Vorarlberg (Österreich) und auch das älteste Heilbad in Vorarlberg.

## Geschichte
Das „Schwefelbad“ wurde in der Churer Urkunde von 909 erstmals urkundlich erwähnt. Die Heilquelle von Bad Schwefel ist jedenfalls seit 1430 bekannt, als am 7. November Erzherzog Siegmund in Ulm dem Ritter Hans Ulrich I. von Ems (1421–1449) neben anderen Gütern und Rechten auch das Schwefelbad verlieh. Am 18. Mai 1489 wurde in Innsbruck ein neuer Lehnsbrief von Kaiser Friedrich an Hans Jakoben von Ems (gest. 1508) ausgestellt, in dem auch das Schwefelbad genannt ist. 1519 erwähnte der Colmarer Arzt Lorenz Fries Bad „Emps ob Constantz“ in seinem „Tractat der Wildbeder natuer“. 1558 wurde vom Feldkircher Stadtarzt, Achilles Pirminius Gasser (1505–1577), in einem lateinischen Gedicht über deutsche Bäder, unter anderem auch das Bad Schwefel in Hohenems, erwähnt. 1572 beschrieb der Paracelsist Leonhard Thurneysser ausführlich die Zusammensetzung, die Heilanzeigen und die Gegenanzeigen des Emserbadwassers. 1595 wurde neben dem Bad die Schwefel Kapelle errichtet. Am 6. März 1600 wurde in einer Ladung vor das kaiserliche Landgericht in Wangen ein Michael Ehin, Wirt im Schwefelbad zu Hohenems, genannt.
In der „Embser Chronik“ aus 1616 wird der Schwefelbrunnen als „weitberühmt“ bezeichnet, der „allda aus dem Felsen heraus quellet“. 1678 entstand eine gedruckte Badeordnung des Hohenemser Schwefelbades (Balneum Emsianum). Die Schwefelquelle hat auch dem Ortsteil „Schwefel“ in Hohenems den Namen gegeben. Im 18. Jahrhundert, beginnend mit dem Pächter (1710, und ab 1711 Eigentümer) Johann Georg Tschoven (gest. 1729), erlebte das Bad ab 1710 eine neue Blüte. 1714 bis 1741 war gegen Johann Georg Tschoven, Badinhaber, vertreten durch Franz Karl Streicher, wegen Beleidigung des Grafen und anderen Punkten eine Klage anhängig. 1744 verfasst der Bregenzer Stadtarzt, Jakob Mathias Zürcher von Guldenpöck (1701–1781) eine „ Kurtze und warhaffte Beschreibung des Von uhralten Zeiten her sehr berühmten Schwebel-Bads“.
Zwischen 1730 und 1740 wurde sodann links neben der Kapelle ein neues, dreistöckiges Gebäude im barocken Stil mit Mansardendach für das Schwefelbad errichtet.
Im Vorarlberger Landesarchiv findet sich ein Bregenzer Dekret des Georg Andre von Buol an Hohenems vom 2. September 1767 betreffend die Überlassung der Badquelle im Schwefel an den kaiserlichen Gesandten in Graubünden, Freiherrn von Buol, und dessen Bruder und ihre männlichen Nachkommen als Afterlehen und die Mitteilung, worin die in dem Kaufbrief von 1744 (an den von Tschoven) überlassenen Appertinenzien bestehen.
Das Bad wurde dann in der zweiten Hälfte des 18. Jahrhunderts an den späteren Postmeister Johann Baptist Streicher und seine Gattin Maria Anna Lorinserin verkauft. In den napoleonischen Kriegen wurde das Schwefelbad geplündert. Am 31. Januar 1800 wurde das Bad um 14.000 Gulden an den k.k. Hoffaktor Wolf Josef Levi (1746–1823) verkaufte (Levi nannte sich ab 1813 Benjamin Löwengard).
Das Bad war bis in das 19. Jahrhundert gut besucht. 1807 wurde für die Juden, die das Bad benützten, eine eigene „Speiseanstalt“ errichtet, in welcher nach jüdischen Ritus zubereitete Speisen angeboten wurden. Der Sohn von Benjamin Löwengard, Isaak Löwengard (1769 – 14. Mai 1839), baute 1815 die rechte Haushälfte zu einer Baumwollspinnerei um und der Badebetrieb wurde auf die linke Haushälfte beschränkt. Zu einem anerkannten Kurbetrieb jedoch konnte sich das Schwefelbad in Hohenems, trotz guter örtlicher Voraussetzungen dafür, damals nicht entwickeln.
Das Badhaus und die Baumwollspinnerei wurde 1841 an die Gebrüder Philipp und Josef Rosenthal (Fa. Rosenthal, später Fa. Neumann und Söhne und dann im Eigentum der böhmischen Länderbank und sodann der Hohenemser Weberei und Druckerei Josef Otten) verkauft, die den Badebetrieb im bisherigen Haus einstellten und dafür eine „Cotton- und Tücheldruckerei“ einrichteten. Etwas später auch eine Türkischrot-Färberei. Der Badebetrieb wurde in ein nahes Gasthaus an der Römerstraße ausgelagert (Südwestlich von der Quelle, etwa 150 m nördlich vom Jüdischen Friedhof). Um das alte Badehaus entstand in weiterer Folge die Textilfabrikation der Gebrüder Rosenthal mit Druckerei, Färberei, Spinnerei, Stickerei und dem notwendigen Kraftwerk.
1896 stand das Bad im Eigentum von Joseph Anton Benzer, um 1872 erwarb es Johann Georg Vogel und wurde Badwirt. 1897 wurde das Stallgebäude erweitert. 1900 wurde der Gastwirtschaftsbetrieb von der Römerstraße in die angrenzende Kaiser-Franz-Josef-Straße verlegt. 1902–1903 wurde das Bad um einen Anbau erweitert.
1906 wurde das Schwefel-Bad am Standort Römerstraße von der Hohenemser Familie Drexel (Johann Drexel, gest. 1926) erworben, ging 1926 durch Einheiratung an die Familie Schuler und wurde bis 1965 auch selbst betrieben und bewirtschaftet. 1912 wurde das alte dreistöckige Badehaus links neben der Kapelle im Betrieb der Fa. Gebrüder Rosenthal zum Großteil abgebrochen.
1926/1927 wurde das Schwefel-Bad an der Römerstraße angehoben und ein neues Erdgeschoß gemauert und das Bad umfassend saniert und modernisiert. Im Zuge der Umsiedlung von Südtirolern wurde das Schwefel-Bad 1940/41 kurzfristig für die Unterbringung einiger Familien genutzt. Bereits Anfang der 1930er Jahre wurde das Bad für die Unterbringung von Drainage-Arbeitern verwendet.
Nach 1945 wurden im Schwefel-Bad auch Feriengäste aufgenommen. Bis 1955/56 bestand neben dem Bade- und Gastwirtschaftsbetrieb auch eine Landwirtschaft. Ab 1946 wurden die Fremdenzimmer teilweise auch als Werkswohnungen verwendet. Ab 1957 musste der Heilbadebetrieb über den Sommer eingestellt werden, weil der zunehmende Straßenverkehr eine übermäßige Lärmentwicklung zur Folge hatte. Es wurden ab dieser Zeit im Sommer nur Feriengäste aufgenommen und der Dachboden ausgebaut, wodurch 15 Gästebetten mehr zur Verfügung standen.
Der Badebetrieb (Balneologie) wurde 1965 verpachtet und 1975 endgültig eingestellt. Das Gebäude wurde bereits seit 1966 verstärkt als Arbeiterwohnheim genutzt. Am 15. November 1992 wurde das Grundstück, auf welchem das Schwefel-Bad stand, an die Fa. Josef Otten verkauft. Im November 1993 wurde das Haus abgebrochen und in weiterer Folge ein Einkaufsmarkt errichtet. Damit endete eine Jahrhundertelange Bädertradition in Hohenems.  Die Schwefelquelle ist weiterhin öffentlich zugänglich und frei benutzbar.

## Geographie / Topographie
Das Schwefel-Bad (413 m ü. A.) befand sich etwa 2 km Luftlinie vom Stadtzentrum von Hohenems. Der Quellaustritt (Brunnenstube) liegt direkt neben der Kapelle Hl. Dreifaltigkeit (Hohenems) (daher auch Schwefel-Kapelle).

## Heilquelle und Badebetrieb

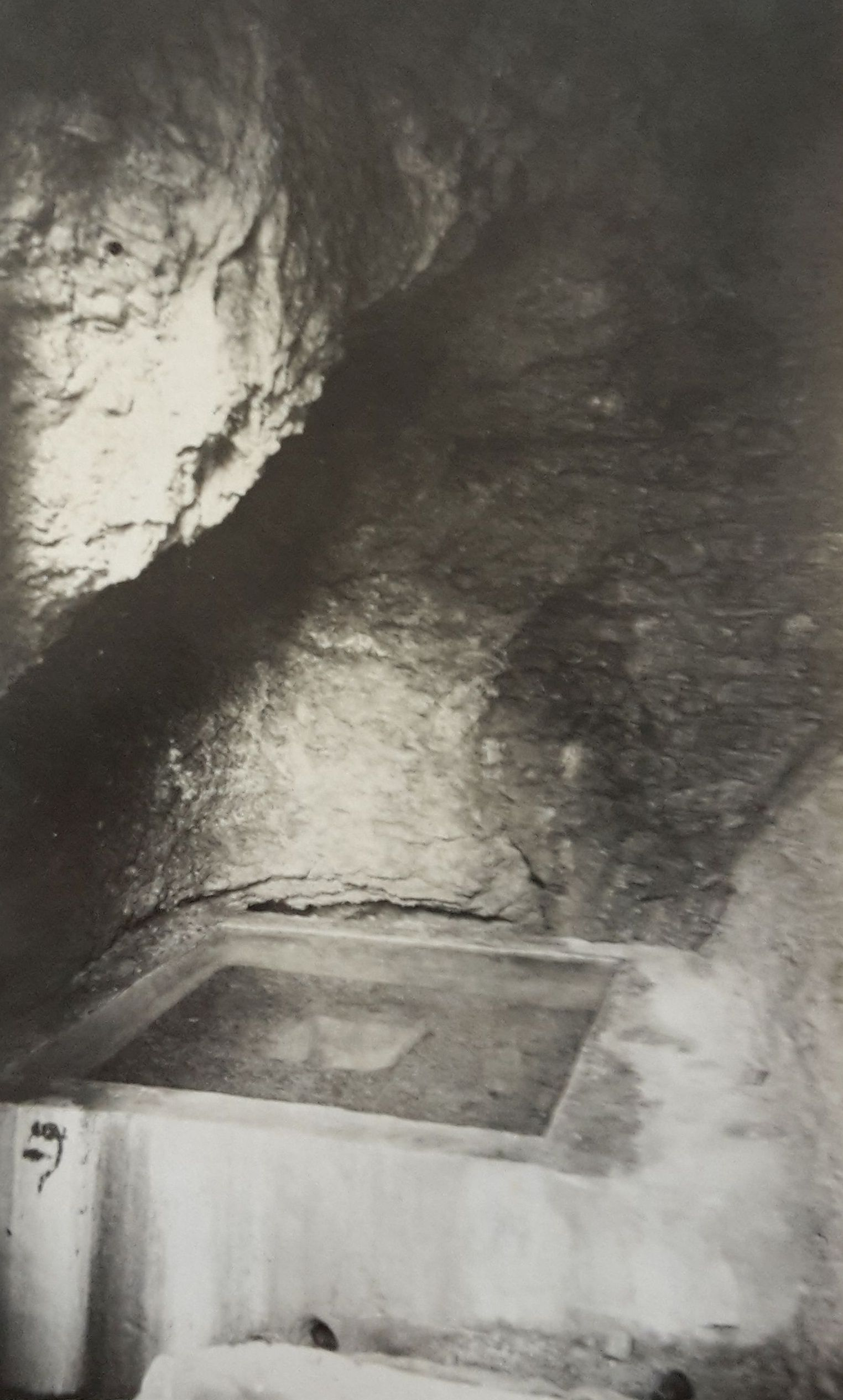
Quellfassung hinter dem Schwefelbrunnen.

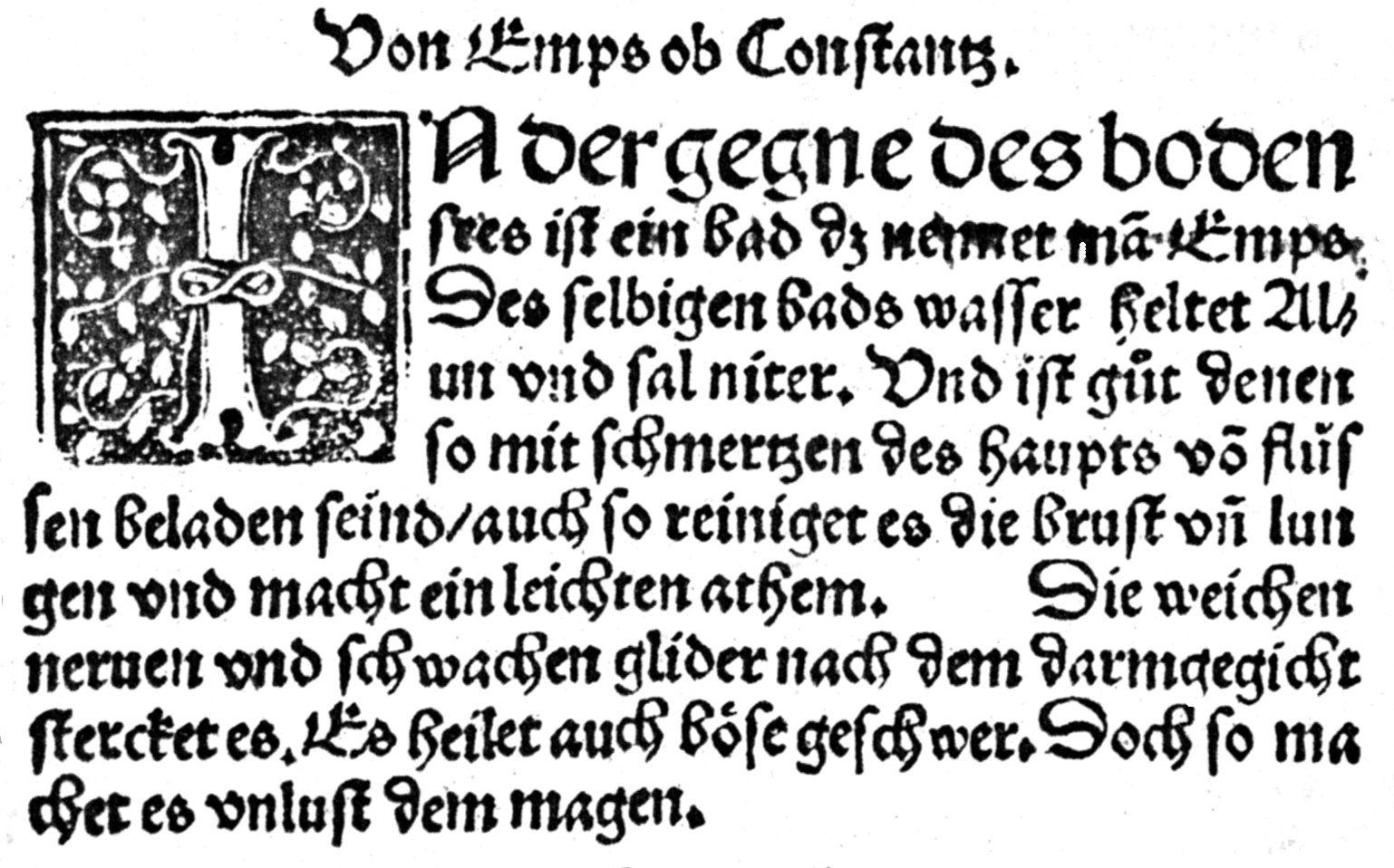
Lorenz Fries. Emps ob Constantz. In: Tractat der Wildbeder natuer. 1519

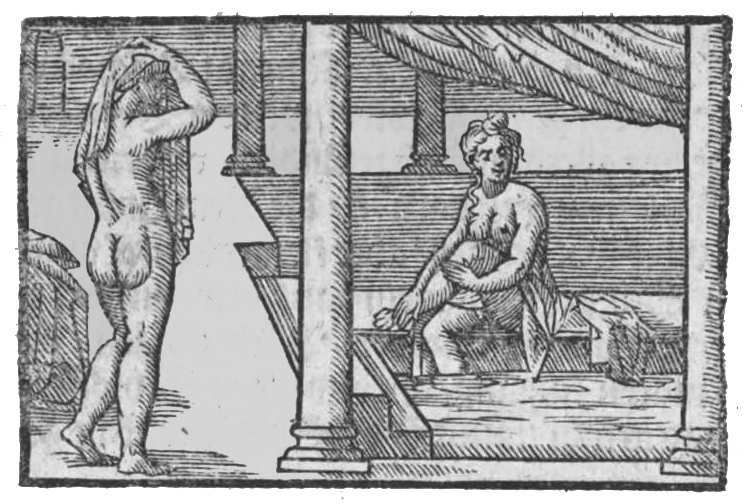
Badescene. In: Georg Schleh. Embser Chronik. 1616

### Heilquelle

#### Eigentum
Die Heilquelle gehörte zuerst der Hohenemser Herrschaft, wurde dann an die Familie Rosenthal verkauft, ging in das Eigentum der Fa. Neumann und Söhne und dann an die böhmische Länderbank, dann an die Fa. Otten über und wurde 1951/52 im Zuge eines Grundstückstausch mit der Fa. Otten an die Familie Schuler überschrieben, in deren Eigentum die Quelle noch heute steht.

#### Ursprung und Fassung der Heilquelle
Das Schwefelwasser tritt aus einer Verwerfungsspalte im Seewer-Mergelkalk aus und wird in einem zementierten Becken gefasst. Das Becken steht in einer, durch eine Türe verschlossenen, Höhlung hinter dem Schwefelbrunnen.

#### Charakteristik der Heilquelle
Bei der Heilquelle handelte es sich um eine gleichmäßig 15,6° kalte Schwefelquelle, mit einem Schwefelgehalt von 0,94 bis 10,66 mg/l und einer Schüttung von etwa 0,4 l/s. Bereits in der Embser Chronik von 1616 wird erwähnt, dass das Heilwasser kalt ist und zum Badegebrauch erwärmt werden muss. Das Heilwasser sei gut bei kalten Flüssen im Haupt, Magenbeschwerden, mache erkaltete, träge, verdrossne Weiber wieder lustig und gayl, treibe die Gelbsucht aus, helfe bei erfrorenen Schenkel und Armen und sei auch bei den Augen verdienstlich.

### Badebetrieb
Der Badebetrieb wurde 1811 von Johann Ulrich von Salis-Seewis aus Graubünden gut beschrieben. Danach konnte auf jedem Stockwerk gebadet werden, er selbst badete zweimal täglich für je eine Stunde.
Der Badebetrieb konnte bis zu 100 Bäder pro Tag umfassen. Da es in der Frühzeit noch keine Pumpen gab, war für die Befüllung der hölzernen Badewannen sogenannte „Badschütterinnen“ im Dienst, die das warme Wasser austrugen. Das Wasser wurde in einem eigenen Heizhaus erwärmt.
Die Wirkung des Wassers sei lt. Johann Ulrich von Salis-Seewis ermattend und alle Kurgäste würden über Müdigkeit und Schlafsucht klagen. Das dreistöckige Gebäude habe hundert Badegästen ohne weiteres Platz geboten. Im unteren Stock seien Gemächer, in denen Badezuber aufgestellt waren. Johann Ulrich von Salis-Seewis zahlte für seinen 15-tägigen Aufenthalt im Heilbad 145 Gulden. Davon 1 Gulden pro Tag für die Mittagstafel und 48 Kreuzer am Abend (ohne Wein). Das Heilbad selbst wurde mit je 12 bis 18 Kreuzer berechnet. Bei Inanspruchnahme eines zweiten Bads am selben Tag wurde nur warmes Wasser in den Zuber nachgeschüttet.
Im 20. Jahrhundert waren 14 Badekabinen mit ein bzw. zwei Wannen installiert. Eine Badesitzung dauerte etwa 20 bis maximal 30 Minuten. Im Jahr 1871 besuchten das Bad 400 inländische Badegäste (keine ausländischen).
Der Badebetrieb war jeweils vom 1. Mai bis zum 1. Oktober jeden Jahres. Ab 1948/49 wurde eine Zentralheizung eingebaut und der Badebetrieb war sodann ganzjährig möglich. 1954 folgte der Einbau einer Sauna und ab 1954 ein kurmäßiger Betrieb.
An den Badebetrieb erinnert heute noch die Schwefelbadstraße und die Parzelle „Bad“. Das 1902/1903 erbaute Haus an der Landesstraße L 190 mit der Aufschrift: „1430 SCHWEFEL-BAD 1930“, wurde inzwischen zugunsten eines Einkaufsmarktes abgebrochen.

## Taferngerechtigkeit
Auf dem Bad Schwefel lag eine Taferngerechtigkeit (siehe: Gerechtsame), welche die Wirte zum Ausschank des von der Hohenemser Herrschaft gelieferten landesüblichen Weins während der Badesaison verpflichtete. Dies führte, auch wegen der minderen Qualität des von der Herrschaft gelieferten Weins, zu Beschwerden. Auch die Abgaben an die Herrschaft bildeten immer wieder einen Streitpunkt.

## Bekannte Badegäste
- Helena von Freiberg-Kißlegg, welche hier Gabriel von Ems 1559 kennenlernte und etwas später heiratete.
- Der Abt der Reichsabtei zu Petershausen bei Konstanz und ein Doctor Wendelstein suchen Hilfe gegen Gicht („Podagram“).[35]